# Gandasz
Gandasz – według Babilońskiej listy królów A pierwszy król i założyciel dynastii kasyckiej, ojciec Aguma I.
Jego imię, w transliteracji z pisma klinowego zapisywane mGan-dáš, wymienia Babilońska lista królów A (I 16'), według której był on pierwszym władcą dynastii kasyckiej i ojcem Aguma I. To samo źródło podaje również długość jego panowania, które trwać miało 26 lat. Gandasza jako pierwszego władcę dynastii kasyckiej wymienia też najprawdopodobniej Synchronistyczna lista królów (I 10'), ale w tym przypadku odczyt jego imienia pozostaje niepewny. Weidner odczytał je wprawdzie jako mGa-an-du-uš, ale przeprowadzone pół wieku później badania Brinkmana odczytu tego nie potwierdziły. W opinii tego uczonego możliwy był jedynie odczyt m/Ga(?)\-x-x. Identyfikacja Ga(?)-x-x z Synchronistycznej listy królów z Gandaszem z Babilońskiej listy królów A jest jednak bardzo prawdopodobna, gdyż Ga(?)-x-x też przedstawiany jest jako pierwszy władca dynastii kasyckiej i poprzednik Aguma I.
Nie wiadomo, kiedy dokładnie panował Gandasz. Synchronistyczna lista królów określa wprawdzie Ga(?)-x-x jako współczesnego Ea-gamilowi, władcy Kraju Nadmorskiego, i Eriszumowi III, władcy Asyrii, ale wydaje się to nieprawdopodobne, jako że Ea-gamil panować miał pod koniec 1 połowy XV w. p.n.e., a Eriszum III – na początku 1 połowy XVI w. p.n.e. Obecnie coraz większą popularność zdobywa teoria, iż Gandasz mógł być kasyckim władcą lub przywódcą wojskowym w czasach panowania Samsu-iluny (1749-1712 p.n.e.), siódmego króla z I dynastii z Babilonu.
Niektórzy badacze łączą Gandasza z Gaddaszem, królem Babilonu, występującym w tekście szkolnym z I tys. p.n.e. (BM 77438). W tekście tym, mającym być kopią inskrypcji królewskiej, Gaddasz, noszący tytulaturę królewską, przedstawia siebie jako zdobywcę Bà-bà-lam (Babilonu). Trzeba jednak zaznaczyć, iż autentyczność tego tekstu jest kwestionowana.